# Grote spleetneusvleermuis
De grote spleetneusvleermuis (Nycteris grandis)  is een zoogdier uit de familie van de spleetneusvleermuizen (Nycteridae). De wetenschappelijke naam van de soort werd voor het eerst geldig gepubliceerd door Peters in 1865.

## Kenmerken
Deze vleermuis bezit een voorhoofdsgroef, die gedeeltelijk schuilgaat achter vlezige flapjes, zodat het net lijkt of er twee spleten van de neusgaten naar de oren lopen. De lichaamslengte bedraagt 7 tot 9,5 cm, de staartlengte 6,5 tot 7,5 cm en het gewicht 25 tot 40 gram.

## Leefwijze
Deze forse, in groepsverband levende vleermuis duikt al vliegend neer op zijn prooien, die bestaan uit andere vleermuizen, spinnen, kikkers en zelfs vissen. Overdag wordt er gerust in kleine groepen in holle bomen, grotten en gebouwen.

## Voorkomen
De soort komt voor in de tropische bossen van Benin, Kameroen, de Centraal-Afrikaanse Republiek; Congo-Brazzaville, Congo-Kinshasa, Ivoorkust, Equatoriaal-Guinea, Gabon, Ghana, Guinee, Kenia, Liberia, Malawi, Mozambique, Nigeria, Senegal, Sierra Leone, Soedan, Tanzania, Togo en Zambia.